# Кошель, Фёдор Фёдорович
Фёдор Фёдорович Кошель (13 сентября 1913 года — 23 августа 1944) — участник Великой Отечественной войны, штурман звена 9-го гвардейского бомбардировочного авиационного Полтавского Краснознамённого полка дальнего действия, Герой Советского Союза.

## Биография
Родился 13 сентября 1913 года в селе Радостное Краснодонского района Луганской области в семье крестьянина.
Член ВКП(б) с 1942 года. Окончил 4 класса сельской школы, работал в колхозе заведующим фермой. В 1933 году ушёл в город Луганск, работал на Луганском (с 1935 года Ворошиловградском) паровозостроительном заводе. Параллельно учился в вечерней средней школе, занимался в аэроклубе.
В Советской Армии с 1935 года. Окончил школу младших авиационных специалистов, Служил стрелком-радистом на бомбардировщике, участвовал в национально-революционной войне испанского народа. По возвращении на родину, поступил в Харьковское военно-авиационное училище. Окончил его накануне войны.
В момент нападения гитлеровской Германии на Советский Союз лейтенант Кошель — начальник связи эскадрильи 51-го полка дальнебомбардировочной авиации. С первых дней участвует в боевых вылетах. Через год стал штурманом звена 749-го дальнебомбардировочного полка (с 1943 года — 9 гвардейский).
В составе экипажа Б. Чистова совершает боевые вылеты не только в глубокий тыл врага (Данциг, Кёнигсберг), но и для нанесения бомбовых ударов по колоннам противника в ближнем тылу. Дальние бомбардировщики Ил-4 наносят точные бомбовые удары по врагу под Сталинградом, в сражении на Курской дуге, под Ленинградом.
В групповых вылетах, когда их экипаж назначался лидером, успешно справлялся с задачей освещения и маркировки целей. Лейтенант Кошель одним из первых в полку освоил ночное фотографирование. А это требовало знаний тактики и приёмов оперативной маскировки противника, умелой работы с бортовым фотооборудованием.
Боевой вклад штурмана гвардии капитана Ф. Кошеля в уничтожение живой силы и техники противника в укрепрайонах близ Волхова, Киришей и Тосно, где сосредоточивалась осадная артиллерия большой мощности, на аэродромах Сиверский и Луга был высоко оценен Родиной. Он был представлен к высокому званию. К августу 1943 года капитан Кошель совершил 207 боевых вылетов, из них 144 ночных и 10 в глубокий тыл врага. Провёл в небе 1365 часов.
Указом Президиума Верховного Совета СССР от 18 сентября 1943 года за образцовое выполнение заданий командования и проявленные мужество и героизм в боях с немецко-фашистскими захватчиками гвардии капитану Кошель Фёдору Фёдоровичу присвоено звание Героя Советского Союза с вручением ордена Ленина и медали «Золотая Звезда» (№ 1734).
23 августа 1944 года штурман звена тяжёлых бомбардировщиков гвардии майор Фёдор Кошель во время очередного вылета был смертельно ранен. Погиб и командир экипажа майор Давыдов. Они похоронены на Аллее Славы в городе Белая Церковь. Одна из улиц здесь названа именем Фёдора Кошеля.
Приказом министра обороны СССР от 4 января 1966 года Герой Советского Союза гвардии майор Кошель зачислен навечно в списки личного состава Н-ской авиационной части.

## Награды
- Медаль «Золотая Звезда» Героя Советского Союза.
- Орден Ленина.
- Два ордена Красного Знамени (24.02.1942, 1942).
- Орден Отечественной войны I степени (1943).